# Экспедиция Форбса
Экспедиция Форбса (англ. Forbes Expedition) — военный поход британской армии под командованием Джорджа Вашингтона (который замещал больного генерала Джона Форбса) в 1758 году, ставший третьей попыткой англичан отбить у французов форт Дюкен. Предыдущие попытки завершились капитуляцией отряда Вашингтона в сражении за форт Несисити (1754) и разгромом английской армии в сражении при Мононгахеле (1755). В распоряжении Форбса было 6 000 человек, из них 2000 регулярной армии, а остальные подразделения состояли из колониальных войск. В походе в частности участвовал Вирджинский полк под непосредственным командованием Вашингтона. Этот поход стал последним в карьере Вашингтона как офицера британской армии, он подал в отставку сразу после похода.

## Предыстория
Кампания 1757 года в Америке завершилась для Британии неудачами на всех фронтах. 1 декабря собралась сессия парламента, на которой король выступил с речью, призвав энергичнее вести войну в Америке. 7 декабря был предоставлен отчёт о численности армии, из которого следовала, что она насчитывает 86500 человек, из которых 30 000 служили в Гибралтаре и колониях. Самым важным театром войны премьер-министр Уильям Питт Старший считал американский. Его план кампании на 1758 год предполагал наступление тремя армиями: генерал Армхерст должен был осадить и захватить Луисбург; генерал Эберкромби должен был наступать на Краун-Пойнт, а оттуда на Монреаль и Квебек; третья же армия, под командованием полковника Джона Форбса (которому присвоили звание бригадного генерала), должна была взять форт Дюкен. Эта армия насчитывала 1900 регулярных войск и 5 000 колониальных.
Форбсу в то время было 50 лет, он происходил из хорошей шотландской семьи, и учился на медика, но стал военным. Он был участником войны в Шотландии в 1745-1746 годах. Он служил квартирмейстером и в 1755 году надеялся стать квартирмейстером армии Брэддока, но его кандидатуру не утвердили. В 1757 году он стал полковником 17-го пехотного полка и участвовал в неудачном походе на Луисбург, где на него обратил внимание лорд Лоудон. Когда он принял командование войсками в Америке, его подчинённым стал полковник Джордж Вашингтон. Дуглас Фриман писал, что Форбс стал для Вашингтона лучшим учителем искусства управления армией из всех возможных. Он так же был образцом спокойствия, добродушия, и умел наладить хорошие отношения со своими офицерами. Он был осторожен, и всегда следил, чтобы солдаты были хорошо одеты и накормлены. В армии Форбса Вашингтон стал командовать 1-м Вирджинским пехотным полком, но уже в апреле вирджинская ассамблея сформировала 2-й Вирджинский пехотный полк, который возглавил Уильям Бёрд. Таким образом, в походе Форбса участвовали два полка из Вирджинии: полк Вашингтона (950 человек) и полк Бёрда (900 человек).
Генерал Форбс прибыл в Филадельфию в начале апреля, но обнаружил, что обещанные ему колониальные полки ещё даже не набраны. 77-й пехотный полк находился далеко от Филадельфии, и только к концу июня все части армии Форбса удалось собрать в одном месте. 4 июля Форбс прибыл в Карлайл; в это время авангарды его трёх колонн находились в Карлайле, Рейстауне и форте Камберленд. Его армия насчитывала 7000 человек, из которых 1400 были шотландцы-горцы.
Форбс изучил обстоятельства экспедиции Брэддока 1755 года и пришёл к выводу, что даже если бы Брэддок смог тогда взять форт Дюкен, ему всё равно пришлось бы его покинуть из-за проблем со снабжением. Поэтому он решил не брать с собой огромный неповоротливый обоз, а наступать медленно, сооружая укреплённые базы через каждые 40 миль. «Брэддок пытался совершить длинный прыжок, — писал Фриман, — Форбс же решил двигаться небольшими скачками». Далее Форбсу предстояло решить, каким путём наступать: следовать ли пути экспедиции Брэддока из Вирджинии, или же пойти более коротким путём из Пенсильвании. Вирджиния настаивала на использовании первого пути, и Джордж Вашингтон выступал за этот вариант, но Форбс выбрал пенсильванский вариант.
Джордж Вашингтон, перед тем как отправиться из Винчестера в Рейстаун, выставил свою кандидатуру на выборах представителя Винчестера в Палате бюргеров. Чувство долга не позволило ему покинуть армию и присутствовать на выборах, поэтому они прошли в его отсутствие, но несмотря на это он одержал решительную победу и в дальнейшем участвовал в походе уже как избранный член Вирджинской ассамблеи.

## Экспедиция
Начать поход удалось только в конце июля. Полк полковника Анри Буке пришёл в Рейстаун и встал там лагерем. Сам Форбс прибыл в Шиппенсберг, но здесь его болезнь обострилась, так что он был вынужден отложить наступление. Буке между тем начал строить дорогу через Аллеганские горы. Форбс писал Питту, что местность представляет собой необитаемую глушь, поросшую таким густым лесом и кустами, что невозможно ничего увидеть дальше 20-ти метров. В Рейстауне был построен первый укреплённый склад, который назвали Форт Бедфорд. Следующий форт предполагалось построить на западном берегу реки Аллегени. Одновременно Форбс вёл переговоры с индейцами, и ему удалось перетянуть на свою сторону несколько крупных племён.
В это время майор Грант, командир 77-го пехотного полка, решил отправиться к форту Дюкен с небольшим отрядом, разведать местность, захватить пленных и сделать что-нибудь, что сможет ослабить противника. Он собрал 800 человек из 77-го, 60-го, и колониальных полков. 14 сентября он подошёл к форту и занял высоту в полумиле от него, известную впоследствии как Холм Гранта. Оставив четверть своего отряда для охраны багажа, он разослал отряды во всех направлениях, а отряду в 100 человек поручил подойти к форту и зарисовать схему его укреплений. Тогда французский отряд вышел из форта и по очереди атаковал каждый из отрядов. 77-й полк запаниковал и обратился в бегство, но вирджинские отряды удержали позицию у обоза и спасли отряд Гранта от разгрома. Примерно 300 человек было убито, ранено, и попало в плен. Сам Грант оказался в числе пленных.
Это событие едва не привело к провалу всей экспедиции. На стороне французов оказалась и погода: сильные ливни почти уничтожили построенную дорогу, лошадям не хватало фуража, а запасы провизии расходовались быстрее, чем пополнялись. В октябре дожди перешли в снегопады. К началу ноября Форбс был тяжело болен и едва ли не при смерти, и стал думать о том, что в этом сезоне взять форт невозможно. Однако, пришли сообщения, что оборона форта ослабла. Ещё в конце августа 1757 года генерал Бредстрит захватил форт Фронтенак, что решило судьбу форта Дюкен. Проблема со снабжением вынудила командование форта распустить часть своих сил.
18 ноября отряд в 2500 человек выступил из лагеря налегке, без багажа, и к концу 24 ноября приблизился к форту. В полночь раздался грохот взрывов, а на утро на месте форта были обнаружены только развалины. Французы уничтожили все строения и ушли в форт Венанго. Удалось найти только головы погибших из отряда Гранта. Форбс возвёл на месте форта небольшое укрепление и назвал его «Форт Питт» в честь премьер-министра. Форбс предполагал, что французы постараются атаковать форт со стороны форта Венанго или форта Ниагара, но он не мог оставить в укреплении большой гарнизон; только 200 человек колониальных войск было размещено в форте. Помимо этого, было изучено место сражения при Мононгахиле, и захоронены останки некоторых погибших. Вначале октября отряд Форбса отправился в обратный пути и достиг Филадельфии. Форбс был болен, но ещё жив, и умер только в марте 1759 года.

### Статьи
- Lily Lee Nixon. Colonel James Burd in the Forbes Campaign (англ.) // The Pennsylvania Magazine of History and Biography. — By: University of Pennsylvania Press, 1935. — Vol. 59, iss. 2. — P. 106-133.